# Celebration (album)
Pour les articles homonymes, voir Célébration (homonymie).
Albums de Madonna
Hard Candy
(2008) Sticky and Sweet Tour
(2010)
Singles
1. Celebration
Sortie : 22 septembre 2009
2. Revolver
Sortie : 14 décembre 2009

Celebration, sortie en 2009, est la troisième compilation Best of de Madonna, et son dernier disque avec sa maison de disques Warner Bros. Records, avec qui elle était en contrat depuis 1982. 
Cette compilation comprend la plupart des singles de la chanteuse américaine, d'Everybody à 4 Minutes en passant par La Isla Bonita et Music.
Inspirée du style pop art, la pochette a été conçue par l'artiste urbain Mr Brainwash qui a fusionné une photo prise par Alberto Tolot en 1987, et une autre photo prise par Jean-Baptiste Mondino en 1990,.

## Éditions

### Édition Double CD
Disque 1
| No  | Titre                                                 | Auteur                                                                               | Producteur(s)                                           | Durée |
| --- | ----------------------------------------------------- | ------------------------------------------------------------------------------------ | ------------------------------------------------------- | ----- |
| 1.  | Hung Up                                               | Madonna, Stuart Price, Benny Andersson, Björn Ulvaeus                                | Madonna, Price                                          | 5:36  |
| 2.  | Music                                                 | Madonna, Mirwais Ahmadzaï                                                            | Madonna, Ahmadzaï                                       | 3:45  |
| 3.  | Vogue                                                 | Madonna, Shep Pettibone                                                              | Madonna, Pettibone, Craig Kotisch (producteur exécutif) | 5:16  |
| 4.  | 4 Minutes (featuring Justin Timberlake and Timbaland) | Madonna, Timbaland, Timberlake, Danja                                                | Timbaland, Timberlake, Danja                            | 3:09  |
| 5.  | Holiday                                               | Curtis Hudson, Lisa Stevens                                                          | John « Jellybean » Benitez                              | 6:08  |
| 6.  | Everybody                                             | Madonna                                                                              | Mark Kamins                                             | 4:10  |
| 7.  | Like a Virgin                                         | Billy Steinberg, Tom Kelly                                                           | Nile Rodgers                                            | 3:08  |
| 8.  | Into the Groove                                       | Madonna, Stephen Bray                                                                | Madonna, Bray                                           | 4:45  |
| 9.  | Like a Prayer                                         | Madonna, Patrick Leonard                                                             | Madonna, Leonard                                        | 5:42  |
| 10. | Ray of Light                                          | Madonna, William Orbit, Clive Muldoon, Dave Curtiss, Christine Leach                 | Madonna, Orbit                                          | 4:33  |
| 11. | Sorry                                                 | Madonna, Price                                                                       | Madonna, Price                                          | 3:58  |
| 12. | Express Yourself                                      | Madonna, Bray                                                                        | Madonna, Bray, Pettibone (production additionnelle)     | 3:59  |
| 13. | Open Your Heart                                       | Madonna, Gardner Colen, Peter Rafelson                                               | Madonna, Leonard                                        | 3:49  |
| 14. | Borderline                                            | Reggie Lucas                                                                         | Lucas                                                   | 3:58  |
| 15. | Secret                                                | Madonna, Dallas Austin, Pettibone                                                    | Madonna, Austin                                         | 4:30  |
| 16. | Erotica                                               | Madonna, Pettibone, Anthony Shimkin                                                  | Madonna, Pettibone                                      | 4:30  |
| 17. | Justify My Love                                       | Lenny Kravitz, Ingrid Chavez, Madonna (paroles additionnelles)                       | Kravitz, André Betts (producteur associé)               | 4:54  |
| 18. | Revolver (featuring Lil Wayne)                        | Madonna, Carlos Battey, Steven Battey, Dwayne Carter, Justin Franks, Brandon Kitchen | Madonna, DJ Frank E                                     | 3:40  |

Disque 2
| No  | Titre                               | Auteur                                             | Producteur(s)                                      | Durée |
| --- | ----------------------------------- | -------------------------------------------------- | -------------------------------------------------- | ----- |
| 1.  | Dress You Up                        | Andrea LaRusso, Peggy Stanziale                    | Nile Rodgers                                       | 4:02  |
| 2.  | Material Girl                       | Peter Brown, Robert Rans                           | Rodgers                                            | 4:00  |
| 3.  | La Isla Bonita                      | Madonna, Patrick Leonard, Bruce Gaistch            | Madonna, Leonard                                   | 4:02  |
| 4.  | Papa Don't Preach                   | Brian Elliot, Madonna (paroles additionnelles)     | Madonna, Bray                                      | 4:29  |
| 5.  | Lucky Star                          | Madonna                                            | Reggie Lucas                                       | 3:36  |
| 6.  | Burning Up                          | Madonna                                            | Lucas                                              | 3:42  |
| 7.  | Crazy for You                       | John Bettis, Jon Lind                              | John « Jellybean » Benitez                         | 3:44  |
| 8.  | Who's That Girl                     | Madonna, Leonard                                   | Madonna, Leonard                                   | 3:58  |
| 9.  | Frozen (absent sur l'édition belge) | Madonna, Leonard                                   | Madonna, William Orbit, Leonard                    | 6:18  |
| 10. | Miles Away                          | Madonna, Timbaland, Justin Timberlake, Danja       | Timbaland, Timberlake, Danja                       | 3:45  |
| 11. | Take a Bow                          | Babyface, Madonna                                  | Babyface, Madonna                                  | 5:20  |
| 12. | Live to Tell                        | Madonna, Leonard                                   | Madonna, Leonard                                   | 5:51  |
| 13. | Beautiful Stranger                  | Madonna, Orbit                                     | Madonna, Orbit                                     | 4:20  |
| 14. | Hollywood                           | Madonna, Mirwais Ahmadzaï                          | Madonna, Ahmadzaï                                  | 4:22  |
| 15. | Die Another Day                     | Madonna, Ahmadzaï                                  | Madonna, Ahmadzaï                                  | 4:36  |
| 16. | Don't Tell Me                       | Madonna, Ahmadzaï                                  | Madonna, Ahmadzaï                                  | 4:09  |
| 17. | Cherish                             | Madonna, Leonard                                   | Madonna, Leonard                                   | 3:50  |
| 18. | Celebration                         | Madonna, Paul Oakenfold, Ian Green, Ciaran Gribbin | Madonna, Oakenfold, Green (producteur additionnel) | 3:35  |

### Édition simple
| No  | Titre                                                 | Auteur                                                               | Producteur(s)                                           | Durée |
| --- | ----------------------------------------------------- | -------------------------------------------------------------------- | ------------------------------------------------------- | ----- |
| 1.  | Hung Up                                               | Madonna, Stuart Price, Benny Andersson, Björn Ulvaeus                | Madonna, Price                                          | 5:36  |
| 2.  | Music                                                 | Madonna, Mirwais Ahmadzaï                                            | Madonna, Ahmadzaï                                       | 3:45  |
| 3.  | Vogue                                                 | Madonna, Shep Pettibone                                              | Madonna, Pettibone, Craig Kotisch (producteur exécutif) | 5:16  |
| 4.  | 4 Minutes (featuring Justin Timberlake and Timbaland) | Madonna, Timbaland, Timberlake, Danja                                | Timbaland, Timberlake, Danja                            | 3:09  |
| 5.  | Holiday                                               | Curtis Hudson, Lisa Stevens                                          | John « Jellybean » Benitez                              | 6:08  |
| 6.  | Like a Virgin                                         | Billy Steinberg, Tom Kelly                                           | Nile Rodgers                                            | 3:08  |
| 7.  | Into the Groove                                       | Madonna, Stephen Bray                                                | Madonna, Bray                                           | 4:45  |
| 8.  | Like a Prayer                                         | Madonna, Patrick Leonard                                             | Madonna, Leonard                                        | 5:42  |
| 9.  | Ray of Light                                          | Madonna, William Orbit, Clive Muldoon, Dave Curtiss, Christine Leach | Madonna, Orbit                                          | 4:33  |
| 10. | La Isla Bonita                                        | Madonna, Leonard, Bruce Gaistch                                      | Madonna, Leonard                                        | 4:02  |
| 11. | Frozen (absent sur l'édition belge)                   | Madonna, Leonard                                                     | Madonna, Orbit, Leonard                                 | 6:18  |
| 12. | Material Girl                                         | Peter Brown, Robert Rans                                             | Rodgers                                                 | 4:00  |
| 13. | Papa Don't Preach                                     | Brian Elliot, Madonna (paroles additionnelles)                       | Madonna, Bray                                           | 4:29  |
| 14. | Lucky Star                                            | Madonna                                                              | Reggie Lucas                                            | 3:36  |
| 15. | Express Yourself                                      | Madonna, Bray                                                        | Madonna, Bray, Pettibone (production additionnelle)     | 3:59  |
| 16. | Open Your Heart                                       | Madonna, Gardner Colen, Peter Rafelson                               | Madonna, Leonard                                        | 3:49  |
| 17. | Dress You Up                                          | Andrea LaRusso, Peggy Stanziale                                      | Nile Rodgers                                            | 4:02  |
| 18. | Celebration                                           | Madonna, Paul Oakenfold, Ian Green, Ciaran Gribbin                   | Madonna, Oakenfold, Green (producteur additionnel)      | 3:35  |

### Chansons Bonus ou Inédites
- iTunes Deluxe Edition:

1. It's So Cool 3:27
Madonna/Paul Oakenfold/Mirwais Ahmadzaï
2. Celebration (Benny Benassi Remix Edit)

- Inédits :

1. Broken (I'm Sorry)
2. It's So Cool (Mirwais 2009 Mix) : mix différent de celui proposé sur iTunes

## DVD
Le DVD Celebration regroupe 47 clips de la chanteuse. Les clips de Everybody, Oh Father, This Used To Be My Playground, Fever, Bad Girl, Love Don't Live Here Anymore, Drowned World/Substitute For Love, Nothing Really Matters et American Life n'ont pas été inclus. 

### Disque 1
1. Burning Up (3:41)
2. Lucky Star (4:00)
3. Borderline (3:55)
4. Like A Virgin (3:50)
5. Material Girl (4:46)
6. Crazy For You (4:03)
7. Into the Groove (3:50)
8. Live to Tell (4:35)
9. Papa Don't Preach (5:05)
10. True Blue (4:02)
11. Open Your Heart (4:22)
12. La Isla Bonita (4:02)
13. Who's That Girl (3:43)
14. Like A Prayer (5:51)
15. Express Yourself (4:30)
16. Cherish (4:31)
17. Vogue (4:50)
18. Justify My Love (5:05)
19. Erotica (5:18)
20. Deeper and Deeper (5:33)
21. Rain (4:34)
22. I'll Remember (4:06)

### Disque 2
1. Secret (4:23)
2. Take A Bow (4:33)
3. Bedtime Story (4:26)
4. Human Nature (4:33)
5. I Want You (6:23)
6. You'll See (4:39)
7. Frozen (5:21)
8. Ray of Light (5:05)
9. The Power of Good-Bye (4:09)
10. Beautiful Stranger (4:35)
11. American Pie (4:36)
12. Music (4:44)
13. Don't Tell Me(( (4:40)
14. What It Feels Like For A Girl (4:44)
15. Die Another Day (4:38)
16. Hollywood (3:58)
17. Love Profusion (3:53)
18. Hung Up (5:26)
19. Sorry (4:43)
20. Get Together (3:59)
21. Jump (3:23)
22. 4 Minutes (4:06)
23. Give It 2 Me (4:14)
24. Miles Away (3:51)
25. Celebration (3:41)

## Singles
- Celebration  est le premier single de la compilation. Un aperçu de la chanson a été ajouté sur la performance de Holiday pour son volet 2009 du Sticky & Sweet Tour. Il a été diffusé en radio à partir du 31 juillet 2009. Le téléchargement numérique a également été publié à cette date en raison des fuites sur internet. La vidéo a été réalisée par Jonas Åkerlund en Italie et en Espagne.

- Revolver est le second et dernier extrait de la compilation. La pochette reprend le montage de l'album, mais en noir et blanc avec des touches de rouge. Il est paru le 7 décembre 2009 sur iTunes, et est sorti physiquement en Maxi CD & Maxi Vinyle en février 2010. Aucune vidéo officielle n'a été réalisée.

## Classements, volumes et certifications
Estimations  : 4 000 000
| Pays                      | Classement | Ventes  | Certification |
| ------------------------- | ---------- | ------- | ------------- |
| Allemagne                 | 1          | 220 000 | Platine       |
| Australie                 | 8          | 70 000  | Or            |
| Autriche                  | 4          | 15 000  | —             |
| Belgique (Nl)             | 1          | 30 000  | Platine       |
| Belgique (Fr)             | 2          | 30 000  | Platine       |
| Brésil                    |            | 100 000 | 2 × Platine   |
| Canada                    | 1          | 110 000 |               |
| Danemark                  | 1          | 30 000  | Platine       |
| Espagne                   | 2          | 50 000  | Or            |
| États-Unis                | 7          | 500 000 | Or            |
| Finlande                  | 2          | 30 000  | Platine       |
| France (Top compilations) | 1          | 180 000 | Platine       |
| Irlande                   | 1          | 15 000  | Platine       |
| Italie                    | 1          | 180 000 | 2 × Platine   |
| Japon                     | 3          | 300 000 | Or            |
| Mexique                   | 1          | 100 000 | Platine       |
| Norvège                   | 5          |         | —             |
| Nouvelle-Zélande          | 2          | 10 000  | Or            |
| Pays-Bas                  | 2          | 30 000  | —             |
| Pologne                   | 3          | 20 000  | Platine       |
| Portugal                  | 2          | 10 000  | Or            |
| Royaume-Uni               | 1          | 660 000 | 2 × Platine   |
| Suède                     | 2          | 50 000  | Platine       |
| Suisse                    | 3          | 30 000  | Platine       |